# Лавріонські копальні
Лавріонські копальні — давні срібні копальні в Греції поблизу м. Лавріон. Експлуатація Лавріону розпочалася у середині II тис. до н. е., але наймасштабніші гірничі роботи проводились у античну епоху, починаючи з VI ст. до н. е.

## Історія
Археологічні джерела свідчать про початок експлуатації рудників ще у мікенський період (поряд з рудниками виявлені сліди мікенських поселень). Це збігається з даними Ґеорґіуса Агріколи, який писав: «Четвертий король Аттики наказав, щоб раби добували срібну руду з гори Лавріон. Він почав царювати за 307 років до захоплення Трої Неоптолемом».
Перша письмова згадка про лавріонські родовища збереглася у Геродота й датована 480 р. до н. е.. Давньогрецький історик Ксенофонт писав про Лавріон: «Те, що рудники розробляють дуже давно, відомо всім, та ніхто навіть не спробував визначити, в які часи приступили до цього».
На межі VII–VI ст. до н. е. пошуковими шахтами були розвідані нижні рудні поклади, що зробило Лавріон головною дорогоцінністю Аттики. Розкриття рудного тіла зазвичай здійснювали наступним способом. По чотирьох кутах відведеного рудного поля споруджували чотири стволи. Після перетину вертикальними виробками рудоносної жили, виявляли її положення в надрах і закладали штольні та штреки. Оскільки поклади галеніту не мали правильної форми (не залягали у горизонтальній площині), то виробки споруджувалися зі змінними (вниз і вгору) похилими напрямками, що було можливим завдяки відсутності значного водопритоку. Для скорішого виявлення багатих рудних тіл по жильному контакту проходили випереджальний розвідувальний штрек (цей метод впроваджено з V ст. до н. е.).
На рудниках Лавріону була пройдена значна кількість гірничих виробок, уявлення про які дають сучасні реконструкції, зроблені за матеріалами натурних досліджень (рис…). Сумарна довжина лазів, штолень і штреків понад 150 км, а їх розміри були незвично малі (висота дорівнювала від 0,6 до 1,2 м). В окремих виробках (на найнебезпечніших ділянках) застосовували дерев'яні стояки або рами. Великі рудні тіла розробляли камерним способом, причому окремі камери сягали об'ємів десятків тисяч кубічних метрів. При відпрацюванні значних рудних лінз для забезпечення стійкості покрівлі споруджували опірні конструкції із кам'яної кладки.
Загальна кількість вертикальних стволів сягала 2 тис., а їх глибина була зазвичай від 35 до 120 м. Розміри прямокутних перерізів шахтних стволів знаходились у межах від 1,3×1,9 до 1,9×2 м. Значна частина вертикальних виробок мала пошукове призначення (виявлені численні стволи, які не потрапили на рудну лінзу чи жилу, й були залишені без навколоствольних виробок). Про пошукові роботи Ксенофонт відзначав: «Той, хто знайшов добру розробку ставав багатим, а той хто не знайшов — втрачав все що вклав, тому, зважаючи на таку небезпеку, мало є охочих йти на це».
За загальними оцінками в Лавріоні було видобуто близько 100 млн т руди, з якої витоплено 8,4 тис. т срібла й до 2-х млн т свинцю. Давні відвали металургійних шлаків, що сягали сумарного обсягу більше 1,5 млн т і містили значні залишки кольорових металів, були перероблені металургами нового часу (промислове використання шлаків почали у 1864 р.).
У другій половині IV ст. до н. е. виняткове значення Лавріонських рудників було втрачене, чому сприяло як відпрацювання найбагатших місцевих руд, так і завоювання Македонією Фракії (Східні Балкани), потужні родовища якої стали новим центром розробки благородних металів. Коли Афіни були завойовані Олександром Македонським, вони були позбавлені права карбувати свою монету. Лавріонські рудники поступово зменшували видобуток і були значною мірою відпрацьовані до початку нашої ери. Історик Страбон вказував, що в цей час в Аттиці розпочали повторну плавку старих металургійних шлаків. Це свідчить про вичерпання первісних рудних родовищ, а також про розвиток технологій виплавки металів.